# Oscaruddelingen 1965
Oscaruddelingen 1965 var den 37. oscaruddeling, hvor de bedste film fra 1964 blev hædret af Academy of Motion Picture Arts and Sciences. Uddelingen blev afholdt 5. april i Santa Monica Civic Auditorium i Santa Monica, Californien, USA. 
For førte gang nogensinde blev alle 4 skuespilleroscars vundet af skuespillere uden for USA. Noget der ikke gentog sig før 2008.
Det er den eneste gang i Oscarhistorien, at tre film har fået 12 eller flere nomineringer. Becket og My Fair Lady fik begge 12 nomineringer, mens Mary Poppins fik 13.

## Priser
| Bedste Film | Bedste Instruktør |
| --- | --- |
| - My Fair Lady – Jack Warner - Dr. Strangelove – Stanley Kubrick - Zorba, grækeren – Michael Cacoyannis - Becket – Hal B. Wallis - Mary Poppins – Walt Disney | - George Cukor – My Fair Lady - Peter Glenville – Becket - Robert Stevenson – Mary Poppins - Stanley Kubrick – Dr. Strangelove - Michael Cacoyannis – Zorba, grækeren |
| Bedste Mandlige Hovedrolle | Bedste Kvindelige Hovedrolle |
| - Rex Harrison – My Fair Lady - Richard Burton – Becket - Peter O'Toole – Becket - Peter Sellers – Dr. Strangelove - Anthony Quinn – Zorba, grækeren | - Julie Andrews – Mary Poppins - Sophia Loren – Ægteskab på italiensk - Kim Stanley – Bag lukkede skodder - Anne Bancroft – Bitter frugt - Debbie Reynolds – Den synkefri Molly Brown |
| Bedste Mandlige Birolle | Bedste Kvindelige Birolle |
| - Peter Ustinov – Topkapi - John Gielgud – Becket - Stanley Holloway – My Fair Lady - Edmond O'Brien – 7 dage i maj - Lee Tracy – Den bedste mand | - Lila Kedrova – Zorba, grækeren - Gladys Cooper – My Fair Lady - Edith Evans – Huset på klippen - Agnes Moorehead – Tys... tys, Charlotte - Grayson Hall – Fanget i natten |
| Bedste Originale Manuskript | Bedste Filmatisering |
| - Den store ulv kalder – S. H. Barnett, Peter Stone og Frank Tarloff - En hård dags nat – Alun Owen - I compagni – Agenore Incrocci, Furio Scarpelli og Mario Monicelli - Orlov i Rio – Jean-Paul Rappeneau, Ariane Mnouchkine, Daniel Boulanger og Philippe de Broca - Giv mig mit barn – Orville H. Hampton and Raphael Hayes | - Becket – Edward Anhalt - Zorba, grækeren – Michael Cacoyannis - Dr. Strangelove – Stanley Kubrick , Terry Southern og Peter George - Mary Poppins – Bill Walsh og Don DaGradi - My Fair Lady – Alan Jay Lerner |
| Bedste Udenlandske Film | Bedste Sang |
| - Igår og idag og imorgen ( Italien) - Ravnekvarteret ( Sverige) - Pigen med paraplyerne ( Frankrig) - Sallah Shabati ( Israel) - Kvinden i sandet ( Japan) | - "Chim Chim Cher-ee" fra Mary Poppins – Musik og Tekst af Richard M. Sherman og Robert B. Sherman - "Dear Heart" fra Dear Heart – Musik af Henry Mancini; Tekst af Jay Livingston og Ray Evans - "Hush...Hush, Sweet Charlotte" from Tys... Tys, Charlotte – Musik af Frank De Vol; Tekst af Mack David - "My Kind of Town" fra Robin og de 7 Hood'er – Musik af Jimmy Van Heusen; Tekst af Sammy Cahn - "Where Love Has Gone" fra Where Love Has Gone – Musik af Jimmy Van Heusen; Tekst af Sammy Cahn |
| Bedste Dokumentar | Bedste Korte Dokumentar |
| - Verden uden sol – Jaques-Yves Cousteau - The Finest Hours – Jack Levin - Four Days in November – Mel Stuart - Alleman - Bert Haanstra - 14-18 – Jean Aurel | - Nine from Little Rock – Guggenheim Productions - Breaking the Habit – Henry Jacobs og John Korty - Children Without – Guggenheim Productions - Eskimo Artist: Kenojuak – National Film Board of Canada - 140 Days Under the World – Geoffrey Scott og Oxley Hughan |
| Bedste Kortfilm | Bedste Korte Animationsfilm |
| - Casals Conducts: 1964 – Edward Schreiber - Help! My Snowman's Burning Down - Carson Davidson - The Legend of Jimmy Blue Eyes – Robert Clouse | - The Pink Phink – David H. DePatie og Friz Freleng - Christmas Cracker – National Film Board of Canada - How to Avoid Friendship – William L. Snyder - Nudnik #2 – William L. Snyder |
| Bedste Originale Musik | Bedste Bearbejdede Musik |
| - Mary Poppins – Richard M. Sherman og Robert B. Sherman - Becket – Laurence Rosenthal - Tys... Tys, Charlotte – Frank De Vol - Romerrigets fald – Dimitri Tiomkin - Den lyserøde panter – Henry Mancini | - My Fair Lady – Andre Previn - En hård dags nat – George Martin - Mary Poppins – Irwin Kostal - Robin og de 7 Hood'er – Nelson Riddle - Den synkefri Molly Brown – Robert Armbruster, Leo Arnaud, Jack Elliot, Jack Hayes, Calvin Jackson og Leo Shuken |
| Bedste Lydeffekter | Bedste Lyd |
| - Goldfinger – Norman Wanstall - Det store jet-bilrace – Robert L. Bratton | - My Fair Lady – George Groves - Den store ulv kalder – Waldon O. Watson - Becket – John Cox - Mary Poppins – Robert O. Cook - Den synkefri Molly Brown – Franklin Milton |
| Bedste Scenografi, Sort og Hvid | Bedste Scenografi, Farver |
| - Zorba, grækeren – Vassilis Fotopoulos - Tys... Tys, Charlotte – William Glasgow og Raphael Bretton - 7 dage i maj – Cary Odell og Edward G. Boyle - Du kan ikke købe min kærlighed – George Davis, Hans Peters, Elliot Scott, Henry Grace og Robert R. Benton - Fanget i natten – Stephen Grimes                              | - My Fair Lady – Gene Allen, Cecil Beaton og George James Hopkins - Becket – John Bryan, Maurice Carter, Patrick McLoughlin og Robert Cartwright - Mary Poppins – Carroll Clark, William H. Tuntke, Emile Kuri og Hal Gausman - Den synkefri Molly Brown – George Davis, Preston Ames, Henry Grace og Hugh Hunt - Sikke en seks-tur – Jack Martin Smith, Ted Haworth, Walter M. Scott og Stuart A. Reiss                                                                                                 |
| Bedste Fotografering, Sort og Hvid | Bedste Fotografering, Farver |
| - Zorba, grækeren – Walter Lassally - Tys... tys, Charlotte – Joseph Biroc - Jet-22 styrter – Milton Krasner - Du kan ikke købe min kærlighed – Philip H. Lathrop - Fanget i natten – Gabriel Figueroa | - My Fair Lady – Harry Stradling - Becket – Geoffrey Unsworth - Indianerne – William H. Clothier - Mary Poppins – Edward Colman - Den synkefri Molly Brown – Daniel L. Fapp |
| Bedste Kostumer, Sort og Hvid | Bedste Kostumer, Farver |
| - Fanget i natten – Dorothy Jeakins - Bordelværtinden Polly Adler – Edith Head - Tys... tys, Charlotte – Norma Koch - Kisses for My President – Howard Shoup - Besøget – Rene Hubert | - My Fair Lady – Cecil Beaton - Becket – Margaret Furse - Mary Poppins – Tony Walton - Den synkefri Molly Brown – Morton Haack - Sikke en seks-tur – Edith Head and Moss Mabry |
| Bedste Klipning | Bedste Visuelle Effekter |
| - Mary Poppins – Cotton Warburton - Tys... tys, Charlotte – Michael Luciano - Becket – Anne Coates - Den store ulv kalder – Ted J. Kent - My Fair Lady – William Ziegler | - Mary Poppins – Peter Ellenshaw, Hamilton Luske og Eustace Lycett - 7 Faces of Dr. Lao – Jim Danforth |

### Ærespris
- William J. Tuttle

## Eksterne Henvisninger
- Oscaruddelingen 1965 på Internet Movie Database
- Oscaruddelingen 1965 på Oscar Legacys hjemmeside